# Nordisk religion
 Ikke at forveksle med Asetro og Nyhedenskab.
Nordisk religion
er en betegnelse for de religiøse traditioner og skikke der blev praktiseret førend religionsskiftet i Norden.
Den nordiske religion studeres ofte som et etnisk fænomen og som særskilt fra samisk og grønlandsk shamanisme. Kildemæssigt er forholdene i vikingetiden bedst kendt, bl.a. bevidnet ved runesten og ikke mindst sagalitteraturen.

## Kendetegn
Den nordiske religion var måske en folkelig religion, men sandsynligvis også præget af ritualer og sociale bånd. Den har været lokalt orienteret og forekommet i mange former: Der fandtes ikke normative tekster, og religiøs forandring kan hævdes at være et vilkår for al religion.
I vikingetiden blev mytologien og kundskaben om den rituelle praksis hovedsageligt overleveret i mundtlig form. Tidlige vidnesbyrd er vanskelige at sammenfatte, og først fra højmiddelalderen er bevaret skriftlige kilder. Den moderne religionsvidenskab bygger på dem, men suppleres med bl.a. arkæologi. På det grundlag er der skabt en forestilling om en fælles nordisk religion; det vil sige, at nordisk religion er et generaliseret idealbillede, og dertil afgjort tidsbunden til århundrederne op mod kristendommens indførelse.
Norden har ikke absolut udgjort en enhed, men er alligevel topografisk genkendelig, dels som den skandinaviske halvø (Norge og Sverige) dels som Jylland og øerne (Danmark), og har såvel økonomisk og kulturelt - evt. 'politisk' - været forbundet med naboregionerne. Nordboerne var germansktalende, og som så, germanere, der nogenlunde fra og med det 1. århundrede formodes at have været fælles om nogle kult-religiøse træk. I det nordgermanske sprogområde er kildematerialet langt mere omfattende til vikingetidens religion end til den ældre - og formodningsvist nært relaterede - germanske religion, og i begge tilfælde (germansk eller nordisk religion) har forskningen været præget af det senere og navnlig litterære nordiske materiale.

## Baggrund
I vikingetiden var der ingen klar politisk afgrænsning af Norden, idet grænser var flydende mellem kulturområder, og snarere opfattedes landskabeligt. Kommunikation mellem landsdelene fandt sted, men den var ikke regelmæssig, og der var forskel på, hvad privilegerede folk og mindre privilegerede folk - anakronistisk sagt: overklassen og almuen - erfarede. Efter nogen forskeres opfattelse (ex. Lotte Hedeager) har stormændene rejst ganske ofte, og i det tankespor kunne den nordiske religion godt have udgjort et relativt homogent semantisk univers, og såvel have afspejlet en høj grad af kulturel kontinuitet i den brede befolkning. Fra et strukturelt perspektiv kan det også forstås som et jævnt arkaisk miljø, mens der samtidigt selvfølgeligt også må have været en divergerende udvekslingsproces undervejs. Men, den nordiske kultur var del af et større germansk fællesskab, som længere ude var en del af et indoeuropæisk fællesskab.
På den måde kan nordisk religion ses som en samling af lokale religioner, der blev holdt sammen af et fælles nordisk sprog. Religionen var vokset sammen og bestod af mange elementer, som havde meget forskellig oprindelse. Det kunne både være ældgammel overlevering - måske arkaismer - og indlån fra samtidige kulturer. Den norske religionsforsker Gro Steinsland beskriver religionen som en etnisk religion eller en folkereligion. Den voksede frem som en del af traditionen inden for en bestemt befolkningsgruppe og var en integreret del af en helt egnsbestemt kultur. Hun præciserer endvidere, at tyngdepunktet ikke lå i trosforestillingerne, men i den rituelle praksis. Mytologien havde ikke en fast form, men varierede efter tid og sted, hvilket relativt set står i modsætning til den skriftreligion der senere vandt lokal udbredelse - kristendommen. Ligesom den klassiske jødedom har også den nordiske religion været knyttet til et bestemt folks territorium, og her blev man født ind i fællesskabet. Her må det betænkes at dette er en moderne konstrueret idealmodel, der bygger på antagelser og tolkninger af strukturelle ligheder, og som ret beset derfor ikke afspejler nogen konkret religion, på et bestemt tidspunkt på et bestemt sted.
I spekulationen over hvornår den nordiske religion opstod kendes ikke nogen tidsgrænse, og den eneste afgørende religiøse forandring der kan dokumenteres sker på overgangen mellem jernalderen og vikingetiden omkring år 700. Kildematerialet til den tid er endog yderst spinkelt. Norden har været beboet af mennesker siden slutningen af den sidste istid, og selvom den kulturelle kontinuitet mellem det oprindelige jæger-samlersamfund og det samfund, vi møder i vikingetiden, i grunden er fuldstændig ukendt, så er der, ikke desto mindre tradition for at ane forskellene mellem de to tidsbundne samfund alligevel må omfatte et slags kontinuum - se herfor eksempelvis Jørgen Jensens værkserie "Danmarks oldtid" (2001-2004), eller tv-serien "Historien om Danmark" (2017) med Lars Mikkelsen som gennemgående figurkarakter, ligesom Lægæst i Johannes V. Jensens fortælling om "Den lange Rejse" (skrevet før 2. verdenskrig).
Det vides som sagt ikke præcist, hvornår de traditioner og forestillinger, der karakteriserede vikingetidens religion opstod, men de første historiske vidnesbyrd hører alligevel til 'i vor tid', dvs. omkring år 300, hvor genkendelige navneformer af Odin, Thor og Freja dukker op i det germanske område, og indikerer dyrkelsen af guder, som bar de samme navne som vikingernes.

### Den indoeuropæiske forbindelse
The Kurgan solution is attractive and has been accepted by many archaeologists and linguists, in part or total. It is the solution one encounters in the Encyclopaedia Britannica and the Grand Dictionnaire Encyclopédique Larousse.
Begrebet indoeuropæisk dækker over et sprogligt slægtskab hos en ikke nærmere bestemt række folkeslag. Det er en lingvistisk (sprogvidenskabelig) konstruktion der så vidt ikke omfatter en metodisk eller teoretisk klar viden om et sted - det er et polemisk tema, men det gængse udgangspunkt er at finde sprogoprindelsen i den nordlige centrale del af Eurasien, nogenlunde i regionen omkring Sortehavet. Det traditionelle udgangspunkt - eksempelvis hos Rasmus Rask - tog afsæt i nogle sproglige ligheder mellem klassisk indiske tekster, skrevet i sanskrit, og eksempelvis latin og førte til den til dels historisk begrundede forståelse af en arisk båret sprog- og kulturudvikling. Den litauisk-amerikanske arkæolog Marija Gimbutas har søgt at korrigere denne tradition og foreslår, med Kurgan-hypotesen det indoeuropæiske sprog spredte sig til Europa og det vestlige Asien mellem det 4. og 3. årtusinde f.v.t. Som Strazny beretter: "The single most popular proposal is the Pontic steppes (see the Kurgan hypothesis)..."
Den gamle tradition er gennem tiden blevet udfordret fra andre både lingvistisk og genetisk stemte studier. Specielt med øje for en forklaringsmodel for kulturudvikling må nævnes den bekendte arkæolog Colin Renfrew der fik stor opmærksomhed for en teori om, at den folkelige migration - og dermed også kulturelle ekspansion - stammede helt tilbage fra omkring det 8. årtusind f.v.t. og var karakteriserbar som en (delvist) naturlig ekspansion af dyrkningsområderne: Den neolitiske revolution. Renfrews teori har i dag mistet mange støtter, og hypotesen om omfattende folkevandringer er mindst ligeså gængs.
Der har i forskningen været forventning om, at myter og forestillinger hos forskellige indoeuropæiske folkeslag har et fælles ophav i en oprindelig indoeuropæisk kultur. Teorien om et indoeuropæisk udgangspunkt bygger altså til dels på lingvistiske ligheder og implicit heri er der også et kulturelt slægtskab mellem de indoeuropæisk talende folkeslag. I den sammenhæng har Georges Dumézils værk "L’ideologie triparte des Indo-européens" (1958), haft enorm betydning for forståelsen af nordisk religion. Anders Bæksted påpeger imidlertid, at tilsyneladende fælles træk hos forskellige kulturer også kan være udtryk for fællesmenneskelige ideer og derfor resultat af parallelle udviklinger eller udveksling mellem folkeslag. I dag er tilbøjeligheden til at tale om en fælles indoeuropæisk kultur blevet mindre. Det eneste element i den nordiske religion, der peger på en direkte lingvistisk forbindelse til en proto-indoeuropæisk religion, er gudenavnet  Thor - krigsguden Tyr.

### Blandingskultur
Jeg foreslår derfor at acceptere [forestillingen om] et alment netværk der omspænder hele Europa i århundrederne omkring Kristi fødsel (sikkert også i senere århundreder) som aftegner en kommunikation, der kunne nå ethvert sted i Europa.

Ich schlage daher vor, […] ein allgemeines Netzwerk zu akzeptieren, das ganz Europa während der Jahrhunderte um und n. Chr.  (sicherlich auch in späteren Jahrhunderten) überspannt und damit eine Kommunikation abbildet, die jeden Ort in Europa erreichen konnte.
De nordiske sprog tilhører den germanske sproggruppe, og med det indoeuropæiske dels sprogvidenskabelige perspektiv som ledetråd er det oplagt at søge efter paralleller til nordisk religion blandt de folkeslag, der hørte til det sprogmiljø. Som så bliver forståelsen af en germansk kultur et primært sprogteoretisk baseret tema. Den gamle myte om en slags politisk organisation i et pangermansk samfund er klart profileret, men må nu også appellere til en nyfortolkning af arkæologiens korporeelt orienterede undersøgelser af den forhistoriske tid.
Ligheder i skriftligt overleverede gudenavne viser tegn på en kulturel forbindelse mellem det syd- og nordgermanske område. Navnene på ugedagene er det klareste bevis, men er af en betydeligt ung dato, dvs. fra historisk tid. Et andet vanskeligt spor er runerne, der nok opfattes at være blevet benyttet over hele det germanske område, omend de konkrete vidnesbyrd - arkæologiske artefakts - taler for et overvejende nordisk udbredelsesområde.
Gro Steinsland har ledt opmærksomheden mod andre sprogmiljøer og at den nordiske kultur blev til i mødet mellem både germanske, keltiske og samiske kulturer. Hun lægger i sin karakteristik af den nordiske kultur vægt på, at Norden lå i udkanten af det germanske område, og at området derfor har været mere åben over for nabokulturerne. I ældre forskning har der været en tendens til at tro, at det var samerne, der lånte fra nordboerne, og ikke omvendt. Gro Steinsland påviser, at samerne blev betragtet som en mere ligeværdig kultur af nordboerne end tidligere antaget, og derfor er opmærksomheden vokset på flere fællestræk mellem de to kulturer. Flere forskere er blevet mere åbne over for muligheden for en samisk påvirkning af nordisk religion, men Steinsland mener dog, at der også har været et overdrevent fokus på specielt lighederne mellem nordboernes sejd og samernes noaide. Hun foretrækker at beskrive disse fænomener som mere selvstændige former der kunne have sameksisteret i årtusinder, som del af en cirkumpolar shamanistisk tradition. Hun fremhæver at der var store forskelle mellem den samiske og den nordiske samfundsstruktur; hovedsageligt fordi den ene var nomadisk, mens den anden var fastboende. Lighedspunkter mellem nordisk og samisk kultur behøver ikke nødvendigvis at være resultatet af direkte lån, men snarere at de er udtryk for mødepunkter mellem to forskellige kulturer.

## Forhistorie
Det nordlige Europa, nord for Elben, var indtil begyndelsen af det 2. årtusinde nærmest skriftløs - runernes skriftpraksis er faktisk ikke litterær, eller 'tekstlig'. Men takket være arkæologien er der alligevel et righoldigt materiale der kan tolkes i en religiøs sammenhæng (herunder runefund).

### Bondestenalderens vandånder
Fra bondestenalder kendes ofringer af både flintøkser, lerkar, dyr og mennesker, således fra Store Åmose på Sjælland. Der er fundet grenplatforme i moser, hvilket tolkes som faste offerpladser og helligsteder, der øjensynligt har været længe i brug. For at forstå tankegangen bag ofringerne har man anvendt etnoarkæologiske metoder, det vil sige undersøgt forholdene blandt oprindelige folkeslag i Melanesien blandt andre Mae Enga-folket på New Guinea. For dem har det vist sig, at "blandt de vestlige klaner spiller små søer og damme en vigtig rolle i de ritualer, som skal gøre forfædrenes ånder venligt stemt eller dæmpe deres vrede over brudte tabuer. Skjult i tæt skov har hver klan en lille sø, som de betragter som stedet, hvor forfædrenes kraft er koncentreret." For andre stammers vedkommende kan det være en bakke med et vandløb eller en særlig formet klippe, der er tilholdssted for forfædrenes ånder. Fælles for disse folkeslag er troen på, at ånderne udsender en kraft, der gør landet frugtbart, så afgrøder vokser, husdyrene formerer sig, og kvinderne føder sunde børn, mændene er tapre under krig og at sygdomme og ulykker undgås. For at opnå alle disse goder foretages ritualer herunder ofre for at forstå åndernes vilje og gøre dem velvillige over for stammen, .
De ældste menneskeofringer i Danmark går tilbage til agerbrugets indførelse. Om tankegangen bag dem har antropologen Fitzjohn Porter Poole om stammen Bimin-kuskusmin på New Guinea oplyst, at man fangede en mand fra en nabostamme og dræbte ham under en række ritualer og ceremonier, der trak dødskampen ud længst muligt. Drabet og ritualerne skulle styrke livskraften hos afgrøderne og hos stammens medlemmer. Det kan formodes, at lignende motiver ligger bag ofringerne i bondestenalderens Norden.

### Bronzealderens solkult
De ældste billeder, som med sikkerhed havde en religiøs betydning, stammer fra ca. 2000 f.v.t. på overgangen til bronzealderen. En særligt berømt fundgruppe fra denne tid i Norden er helleristningerne. De er billeder med klare religiøse motiver. Om de forestiller guder eller mennesker, der foretager sig religiøse handlinger, er omdiskuteret, men de er skabt i relation til en frugtbarhedskult med solen som det centrale element. Andre bronzealderfund som Solvognen og dekorationer på rageknive tegner et lignende billede. Gudernes navne eller de myter, som blev fortalt om dem, kan naturligvis ikke udledes af disse fund, og det er uvist, om der er en direkte forbindelse mellem tidens religion og senere tiders. Den danske religionssociolog Morten Warmind mener, at fundene fra bronzealderen med stor sandsynlighed forestiller tidens ritualer, da udstyr er fundet til dyr og mennesker på helleristningerne. I fundmaterialet optræder skibe og heste hyppigt, og ritualerne har sikkert været fokuseret på bevægelse og processionerne i en eller anden form. Hans forslag er, at disse processioner afspejlede en mytes forløb, og at deltagerne gennem deres medvirken blev opfattet som guderne selv under ritualet.
Den danske arkæolog Flemming Kaul har gennem et systematisk studie af billeder fra rageknive og helleristninger forsøgt at rekonstruere bronzealderens religion. Han har peget på, at solen synes at stå i centrum for en kult, der var centreret om solens gang gennem døgnet: dens opgang i øst, gang i løbet af dagen, nedgang mod vest og bevægelse om natten. Billederne viser, at solens gang tilsyneladende var forbundet med bestemte dyr (fisk, hest, slange) og transportformer. Solmyten synes at vise følgende forløb: en fisk, der fører solen fra et "natteskib" op til et "morgenskib" på himlen til en hest, som fører skibet over himlen om dagen (fisken følger med, men bliver spist af en rovfugl under rejsen), indtil det møder slangen, der fører solen tilbage til vandet og et andet skib, der vil føre solen gennem underverdenen om natten (hvor det formentlig på ny får selskab af en fisk, der hjælper det tilbage til udgangspunktet ved solopgang) det vil sige en symbolsk fremstilling af solens daglige cyklus set fra jorden.
Som en bekræftelse kan opfattes Solvognen, der kun er guldbelagt på den ene side(svarende til solen i dagstimerne), mens den anden side ikke var (svarende til solens manglende skin om natten) . Ligeledes kan hjulkors på helleristningssten opfattes som et billede på det samlede forløb af solens rejse (og måske tillige årets gang).

### Jernalder
De ældste skriftlige kilder om religionen i Norden stammer fra jernalderen i Middelhavsområdet og er skrevet på græsk eller latin. I de fleste tilfælde drejer det sig om gudenavne, som gerne tolkes ud fra forfatterens kulturelle baggrund. De navne er ofte oversat til latin eller græsk som Jupiter eller Mars. Dertil findes der korte beskrivelser af nordboernes religiøse skikke. Den mest omfattende er skrevet af den romerske forfatter Tacitus. Hans værk Germania er en af de mest interessante kilder til den nordiske religion i denne periode. I værket findes bl.a. en beretning om dyrkelsen af den kvindelige gud Nerthus. Hendes navn er etymologisk forbundet med den yngre gud Njord. Tacitus nævner også andre guder med stærke paralleller til guderne i yngre kilder, men de har alle fået romerske navne. Denne beskrivelse har betydet, at mange forskere har sluttet, at der er en høj grad af kontinuitet i religionen i Norden fra jernalder til middelalder. Et af problemerne med Germania er dog, at bogen står næsten alene som kilde og er uden sammenligningsmuligheder. Ofte tages kontinuiteten dog for givet, og der er blevet sluttet bagud fra senere tid for at gøre det muligt at tolke og forklare indholdet i teksten. Det har bl.a. fået Allan A. Lund til at påpege, at Tacitus beskrev en for romerne helt ukendt og meget fremmedartet verden, som ikke kunne forklares uden brug af omfattende sammenligninger og oversættelser til kendte romerske forhold. Og at Tacitus' tekst ikke nødvendigvis indeholder rene objektive observationer.
I vikingetiden og i jernalderen boede den altovervejende del af Nordens befolkning enten i små landsbyer eller på isolerede gårde. De første levn efter byer kan spores fra omkring vikingetidens begyndelse, men egentlige byer over hele Norden fandtes først mod slutningen af perioden. En egentlig bykultur opstod først mange århundreder senere. På alle samfundsniveauer fandtes der ledere, som stod i spidsen for fællesskabets ritualer. Hans magt blev sikret gennem udveksling af ressourcer og loyalitet; kongen var f.eks. helt afhængig af folkets støtte, dvs. de jordbesiddende bønders, for at bevare sin stilling.
Det religiøse liv var knyttet til livet i lokalsamfundet og centreret omkring fællesskabet i det. Landbruget var langt det vigtigste erhverv hele perioden igennem, og fokus i religionen og kulten lå derfor på frugtbarhed og beskyttelse mod naturkræfter og ulykker. Opfattelsen af en direkte kommunikation mellem guderne og menneskene som afgørende for samfundets trivsel var en helt grundlæggende idé. Man forestillede sig at guder manifesterede sig direkte i alle livets forhold, og derved fik alle handlinger potentiel religiøs betydning. Højtider og fester var et fælles anliggende; i en beskrivelse af en stor kultfest i Uppsala fremgår det f.eks., at det var strafbart at udeblive. De guddommelige kræfter var til stede overalt og direkte involveret i alle livets gøremål. I det traditionelle samfund var der intet skel mellem religiøse og andre forhold i livet, og religionen var derfor en dybt integreret del af dagligdagen. Denne forestilling forsvandt ikke ved overgangen til kristendommen.

## Karakteristik af vikingernes religion
Den danske religionsforsker Jens Peter Schjødt har beskrevet den nordiske religion som praksisorienteret. Ifølge ham lagde nordboerne ikke vægt på moral, men fokuserede på overholdelsen af en række religiøse pligter. Formålet med religionsudøvelsen var at opretholde et godt forhold til de magter, som styrede verden. Kontrollen over den var delt mellem forskellige typer guddommelige magter, og et fremtrædende element i de bevarede kilder til den nordiske religion er forestillingen om en permanent konflikt mellem guderne og fjendtlige kræfter, der ofte blev kaldt jætter. Guderne var dem, der sørgede for orden og rigdom også for menneskene, mens jætterne søgte atter at kaste verden ud i kaos, altså at omgøre verdens skabelse. Den engelske religionsforsker Hilda Ellis Davidson har beskrevet den uendelige kamp mellem fjendtlige kræfter som en afspejling af nordboernes eget slidsomme liv.
I modsætning til i den samtidige kristendom, fandtes der tilsyneladende ingen formel præstestand i det traditionelle nordiske samfund. Enkelte runefragmenter tyder imidlertid på, at der har eksisteret særlige kultspecialister med andre funktioner i samfundet. De har ikke udgjort en professionel klasse. Men generelt har en egentlig refleksion over religion, det der i kristendom går under mange navne som eksegese og teologi, ikke været til stede.
Religionen var nært relateret til samfundet, og den foregik ligesom al anden menneskelig interaktion og kommunikation i en social sammenhæng. Den skal derfor forstås og beskrives med udgangspunkt i det samfund, den blev udøvet i. Norden var i vikingetiden præget af økonomiske og erhvervsmæssige forskelle og store afstande. Politisk og økonomisk var de tre overordnede regioner (de senere stater Danmark, Norge og Sverige) orienteret i hver sin retning. Dermed var der internt store kulturelle forskelle mellem dem. I arkæologiske udgravninger kan man f.eks. konstatere stor variation i gravformer og gravgaver mellem regionerne; de kan måske være et resultat af religiøse forskelle. Stednavne viser også, at de samme guder heller ikke blev dyrket overalt. Samtidig blev hele Norden bundet sammen af det fælles sprog og skibsfarten, der overalt var den mest effektive transportvej. Man forstod derfor hinandens skikke og religion i Norden og kunne sætte pris på den samme poesi og litteratur. Der fandtes en fælles kultur, som var særegen for Norden. De mange paralleller og ligheder gør, at vi kan tale om en særlig nordisk religion.
Myterne fortæller om gudernes tilværelse som et liv præget af uafbrudt kamp mod fjendtlige magter, hvilket var en afspejling af det liv, de primært agerbrugende nordboer selv levede. Andre vigtige mytologiske temaer var lov, orden og regelrette forhold mellem mennesker, samt frugtbarhed og rigdom. Dertil kom emner som krigeridealer, digterisk inspiration og magt. Det religiøse var en selvfølgelig og integreret del af dagliglivet, og man skelnede ikke mellem det religiøse og det almindelige. Ligesom man ikke opfattede skellet mellem det naturlige og det overnaturlige som noget, der lå mellem det virkelige og det uvirkelige. I lighed med alle andre førmoderne kulturer har man opfattet overnaturlige væsner som virkelige og nærværende. Og ligesom i andre religioner har kommunikation mellem guder og mennesker spillet en stor rolle i den religiøse praksis. Man opfattede det som afgørende for både samfundet og den enkeltes trivsel, at forholdet til verdens styrende magter var godt.
I den før-kristne tid havde man ikke et begreb, der svarer til vore dages religion, og i nordisk sammenhæng stammer begrebet hedenskab fra den kristne tid, og det er en parallel til lignende begreber fra de øvrige germanske områder. Det stammer oprindeligt fra en oversættelse af det latinske begreb paganus, der betyder landbefolkning, hvilket var en hentydning til at landområderne i Romerriget i kristendommens ældste periode overvejende var ikke-kristne i modsætning til byerne. Det begreb, der kommer nærmest er siðr. Det betyder sæd, dvs. tradition og skik. Den gamle religion blev i sagaerne kaldt  siðrforn (de gamles/forfædrenes sædvane), mens kristendommen blev kaldt nýa siðr (ny sædvane).

### Mytologi
Den mytologi, vi kender fra de islandske håndskrifter, bygger hovedsageligt på ældre fællesgermanske. Kun i Norden overlevede traditionen længe nok til, at nogle af myterne blev nedskrevet i tekster og blev overleveret til eftertiden. Især den islandske digter Snorri Sturluson, der i 1200-tallet nedskrev fortidens mundtligt overleverede gude- og heltesagn i den islandske Edda . Fra især islandske kilder har vi derfor adgang til et omfattende mytologisk materiale, der kan suppleres med andre levn.
Den nordiske religion var polyteistisk: man forestillede sig, at verden var befolket af en række guddommelige væsner, som samlet blev kaldt vætter. De mest fremtrædende i de nedskrevne myter var de guder, som tilhørte asernes slægt. En anden vigtig gudeslægt var vanernes. Derudover fandtes der også talrige lokale guddomme, hvis navne sjældent er bevaret, samt guder for specielle problemer og husguder; dem som den hellige Birgitta i et brev fra 14. århundrede omtalte som tomme guder. Til denne gruppe af anonyme guder hørte også diserne, nornerne, alferne osv. Jætterne udgjorde deres egen slægt, som var fjendtligt indstillet overfor asernes. Samtidig besidder jætterne et potentiale, som kan realiseres gennem guderne som ved ægteskab mellem en af aserne og en jættekvinde.
Myterne handler hovedsageligt om konflikter mellem de tre vigtigst slægter: aserne, vanerne og jætterne. Guderne beskrives aldrig som almægtige. I stedet bliver deres herredømme konstant udfordret af jætterne. De er på deres side repræsentanter for naturens kræfter: foranderlighed, frugtbarhed, død og kvindelighed. Mens guderne repræsenterer menneskene, civilisation, mandlighed og stabilitet, herunder stræben efter udødelighed. Historierne symboliserer menneskets (set fra en mandligt synspunkt) konstante kamp for overlevelse i en verden domineret af en tilsyneladende fjendtligt indstillet og destruktiv natur. Den nordiske mytologi bærer imidlertid ikke præg af dualistiske ideer om ondskab over godhed. Jætterne skal derfor ikke opfattes som paralleller til djævle og dæmoner, men som modstandere med egne mål og interesser.
Guderne opfattedes ikke som blot metafysiske guder, hvis man skal tro Snorri Sturlusson. I første afsnit af Heimskringla beskriver han Odin, som et virkeligt menneske, der rejser fra Volgaflodens egne til Norden, og der skaber sig et kongedømme. Vikingetidens konger så sig som efterkommere af Odin.

### Kosmologi
De forskellige mytologiske slægter beboede hver deres del af verden. Aserne havde deres hjem, Asgård, i midten af verden, hvor træet Yggdrasil stod. Asgård bliver nogle steder beskrevet som frodigt og vidunderligt, blandt andet ses det af, at de fleste guder ejede magiske genstande og især våben. Dog er der også genstande, der udtrykker overflødighed, som svin, man kunne blive ved med at slagte, men hele tiden voksede eller guldringe, der hele tiden formerede sig. Rundt om Asgård lå Midgård, menneskenes verden, og yderst lå Jotunheim, der var jætternes hjem. Derudover fandtes dødens verden, Helheim, i underverdenen, der også var beboet af andre typer væsner som alfer og dværge. Forskellige tekster nævner, at der i alt fandtes ni verdener, men navnene på dem, deres indbyrdes placering og beboere er forskellig fra tekst til tekst. Den kosmologiske opdeling er en afspejling af den virkelige verden, som den så ud fra bondegården. Det kendte og stabile ved gårdsbygningerne og markerne skal sammenlignes med Asgård og Midgård, og det farlige, uopdyrkede land rundt om, med Jotunheim.
Den overordnede mytologiske fortælling handler om en kosmisk magtkamp mellem guderne og kaosmagterne. Guderne repræsenterede den ordnede verden, kulturen og civilisationen, som konstant blev truet af naturkræfterne, repræsenteret ved jætterne og kaosuhyrerne (f.eks. Fenris og Midgårdsormen). Verden var et resultat af aserne Odin, Vile og Ves omskabelse af den uordnede urverden (repræsenteret af urjætten Ymer), og så længe guderne kunne dominere de andre magter, ville verden bestå. I sidste ende ville de dog tabe magtkampen, og naturkræfterne ville endeligt få overtaget og ødelægge den ordnede verden. I det sidste slag, Ragnarok, vil de styrende guder falde og verden gå under i en brand, hvorefter en ny og bedre verden vil opstå af den gamle.

## Religionen og samfundet
Religiøse forestillinger, institutioner og religiøs praksis afspejler det samfund, de er blevet til i. Den måde, en religion manifesterer sig i sociale sammenhænge, er derfor en vigtig indgang til beskrivelsen af den. Vor viden om samfundets opbygning og samfundsklassernes rolle i religionen er meget lille i forhold til den, vi har om myter og ritualer. Den norske historiker Sverre Bagge mener, at tekster som den islandske Heimskringla viser, at religion og mytisk tænkning var en vigtig del af verdensopfattelsen og derfor uden tvivl har været en vigtig faktor i den måde, hvorpå dagliglivet blev organiseret i det før-kristne Norden. Religionsforskeren Jens Peter Schjødt har forklaret kildernes tavshed om dagligdagen med, at forhold, der var selvindlysende for datiden, kun sjældent blev beskrevet i de tekster den efterlod. Da hovedparten af de skriftlige kilder til vikingernes religion blev nedskrevet fra o. det 9. århundrede e.v.t. i Island, var det i høj grad samfundsstrukturerne dér og på den tid, der blev afspejlet i beretningerne. De vigtigste sociale institutioner overlevede religionsskiftet i Island i det 11. århundrede, og det samfund vi møder i sagaerne ligner derfor meget landets før-kristne samfund. Vi må dog formode, at jo mindre en institution var associeret til den gamle religion, desto større var dens chance for overlevelse i uændret form, og at de mest prominente religiøse institutioner må være forsvundet, da den traditionelle religion forsvandt. Det islandske samfund var imidlertid på en række områder forskelligt fra samfundene i det øvrige Norden. Her fandtes der f.eks. ikke et egentligt aristokrati, og det var et immigrantsamfund, så ætten ikke spillede den samme rolle her. I ættesystemet blev individets tilhørsforhold defineret mindst tre generationer i mandslinjen. Ættens funktion var primært at beskytte ættens odel, dvs. arvegods: jord, kvinder, børn o.lign.

### Forfædrekult
I det nordiske samfund vedblev de afdøde at spille en stor rolle for deres slægtninge. Der findes i flere sagaberetninger episoder, hvor levende slægtninge taler med de døde gennem åbninger i gravhøje, og derfor var forfædrekult måske et helt centralt element i religionen. Forfædrekult var så central for nordboerne, at den var et af de væsentligste stridspunkter, da kristenretterne blev indført. Arkæologiske fund peger i samme retning, og bl.a. i Syddanmark har man konstateret gravkonstruktioner, der muliggjorde gavelægning også efter begravelsen. Det tyder på, at man ofrede til de døde. Ofringer og libationer med øl o.lign. har sandsynligvis været udbredt over hele Norden. Ved navngivning spillede slægten også en stor rolle, da man ofte genbrugte navnet på en nyligt afdød slægtning, som man på den måde mente kunne leve videre i det nyfødte barn. Kilderne viser, at man forestillede sig, at de døde sørgede for slægtens fortsatte kraft og rigdom, men de viser også, at forholdet mellem døde og levende var blandet, da kontakten med dødsriget var farlig. Derfra kom der frugtbarhed og død. De døde slægtninge blev måske opfattet som en form for guddommelige væsner, der værnede om slægtens ejendom. Derfor blev den rituelle kontakt opfattet som livsnødvendig, hvilket kan være grunden til, at sådanne ritualer var i brug i afsides egne i Norden helt frem til moderne tid. Gravpladserne lå nær de levendes boliger, og de blev opfattet som de dødes boliger og var derfor naturlige steder at opretholde forbindelsen til dem. En grav var også et særligt kraftfuldt sted, og de genstande der lå derinde var ligeledes kraftfulde; Steinsland har derfor foreslået, at de tilfælde af gravåbninger, der er blevet konstateret i gravhøje, måske ikke er vidnesbyrd om gravrøverier, men snarere om at man i lokalsamfundet har hentet disse kraftfulde genstande ud af højen. Åbningen af en høj var så ressourcekrævende, at det umuligt kunne foregå ubemærket, og derved var det i praksis uladsiggørligt. Vi kender flere litterære eksempler på at våben og lignende er taget ud af en grav. En anden måde at mindes de afdøde på var at rejse stenstøtter. En stens monumentalitet var i sig selv et virkemiddel, men ofte blev de også forsynet med en indskrift. Det var en skik, der var opstået længe før vikingetiden, og som fortsatte ind i kristen tid. På flere sten fremgår det, at de var rejst af kvinder eller for kvinder, hvilket tyder på, at kvinder spillede en større rolle i samfundet, end det fremgår af de skriftlige kilder. Dertil kan forfædrekult kan have en integreret del af de store blótgilder (religiøse fester) gennem mindeskåle. I flere kilder knyttes de til alfeblót, der sandsynligvis var en slægtsorienteret højtid. Alferne var i sig selv knyttet til både frugtbarhed og død (en kombination der kendes fra mange religioner) og derigennem måske til forfædrene.

### Klasse og slægtssamfund
Samfundet og individet i den før-kristne tid blev defineret ud fra slægtstilhørsforhold og rolle i kollektivet i bred forstand. Vi ved at bestemte ritualer og guder var særligt knyttet til overklassen. Samfundet var skarpt klasseopdelt, noget der bl.a. er blevet konstateret vha. udgravninger af begravelsespladser. Der var et vigtigt socialt skel mellem dem, der ejede jord, og dem der ikke gjorde, men det vigtigste var om man var fri eller træl. Men forskellige klasser havde forskellige behov og dermed forskellig verdensopfattelse. Det betyder, at samme panteon og mytologi kunne have forskelligt udtryk, alt efter hvor i samfundet man var. I den enkelte husstand havde husherren størst myndighed, og hans egen familie havde en klar forrang for tyende og gårdskarle, der igen stod over trællene, som stod nederst i hierarkiet. Husherren stod også for husstandens religiøse liv, og han havde en position, der i grove træk var parallel med pater familias i det antikke romerske samfund. Samfundsstrukturerne i det før-kristne Norden kan bl.a. udledes af de islandske sagaer. Her blev individets slægtstilhørsforhold hovedsageligt defineret med udgangspunkt i faderen, og visse slægter blev regnet som finere end andre. Det betød at selv om matrilineære slægtsbånd havde en vis betydning, blev de opfattet som inferiøre i forhold til de patrilineære. Kvinder skulle helst skulle gifte sig ”opad”, mens mænd ikke kunne gifte sig med medlemmer af hvilken som helst slægt. Relationen mellem slægtninge fra mødrene og fædrene side kunne få betydning under konflikter mellem forskellige slægter. Selvom den fædrene slægt havde forrang, blev den mødrene side gerne mobiliseret, hvis det indebar en fordel, f.eks. i relation til arvesager.
Den australske religionsforsker Margaret Clunies-Ross har fremført den teori, at de sociale uligheder i samfundet kom til udtryk i myterne i form af asernes dominans over både andre gudeslægter og de mytologiske væsner i det hele taget. Hun mener, at både den sociale og den mytiske stratifikation bunder i opfattelsen af mænds højere værdi i forhold til kvinder og mandslinjens forrang overfor kvindelinjen i en slægt. I mytologien gifter aserne sig normalt ikke med jættekvinder. I reglen kun med andre asynjer. Slægtsmæssigt var aser og jætter nært beslægtede gennem Bestla, mor til Odin, Vile og Ve, men asernes dominerende position umuliggjorde ægteskabelige forbindelser og skabte konfrontation mellem de to ætter. I det mytologiske system udgør både gudernes slægter og jætteslægten deres egne socialgrupper, og de fungerede som adskilte klaner i samfundet - f.eks. levede jætter i familiemønstre, som lignede gudernes og menneskenes. Hun mener dog også, at denne ulighed i høj grad skyldes, at de overleverede tekster blev skrevet af mænd ud fra en mands synsvinkel. Runesten og stednavne tyder imidlertid på, at kvinder spillede en større rolle i samfundet, end de litterære kilder tyder på.
I Gylfaginnings skabelsesberetning opstår asernes og jætternes ætter uafhængigt, men den ene opnår hurtigt forrang for den anden. Det fremgår f.eks. at aser tog jættehustruer i den tidligste fase, men ikke omvendt - med én undtagelse: Lokes far var jætte, og hans mor var asynje, hvilket sandsynligvis var forklaringen på hans monstrøsitet og tvetydighed. Tidligt blokerede aserne for skabelsen af et ligevægtigt forhold mellem de to ætter, da Odin og hans brødre dræbte jætternes stamfar Ymir og nægtede at lade asynjer gifte sig med jætter. De gennemtvang derfor en underordning af jætteætten og af kvindesiden. I den nordiske kosmologi blev jætter associeret med kvindelighed og aser med mandighed.
I en myte blev klasseopdelingen fremstillet, som om den var indstiftet af guderne. Under navnet Rigr besøgte guden Heimdall i digtet Rigs vandring tre forskellige menneskepar. Ved hvert besøg befrugtede han kvinden og skabte på den måde de tre samfundsklaser: træl, bonde og stormand. Det første par hed Oldeforældre, og de fik sønnen Træl, det næste hed Bedsteforældre, de fik Karl (fri bonde), og det sidste hed Forældre, som fik Jarl (aristokratiet). Jarls egen søn fik navnet Konnungr (konge), som grundlagde den fjerde klasse, kongerne. I digtet anerkendte Rigr kun sit faderskab til Jarl; i det nordiske samfund skulle et uægte barn anerkendes af faderen for at blive indlemmet i hans slægt. Den norske religionsforsker Gro Steinsland mener, at det er vigtigt for forståelse af myten, da kun Jarls efterkommere kunne regne sig som retmæssige efterkommere af guden. Hun tolker derfor myten som en legitimering af de herskende klassers magtposition. Da aristokraterne var de eneste legitime arvinger til guden, var de også de eneste retmæssige ejere af de guddommelige kulturelle gaver som odel (land), runemagi, ritualerne samt brætspil og svømning. Myten understøttede derved et overklassesynspunkt om én socialgruppes dominans over de andre. I lighed med de overnaturlige væsner blev den genealogisk ældste gruppe (jætter og Oldeforældre) placeret nederst i hierarkiet. Det er imidlertid vanskeligt både at tids- og stedfæste digtets oprindelse, og vi ved derfor ikke, om det er vikingetidens eller middelalderens samfund det afspejler. Beretningen afspejlede måske en kulturel indflydelse fra den kristne ideologi om tre samfundsklasser.
Samfundsstrukturerne i det nordiske samfund var baseret på aftaler og alliancer mellem slægter. Ægteskabelige forbindelser var et vigtigt element i etableringen af den enkelte families netværk og relationer. Hertil kom det sociale hierarki, der fungerede som en begrænsende faktor på, hvem man kunne gifte sig med. I sagaer og myter fungerede kvinder som objekter, der kunne udveksles. Det betød ikke, at kvinder ikke kunne optræde både selvbevidst og magtfuldt; det kunne de f.eks. ved at etablere det rette fordelagtige ægteskab. Sagaerne rummer også mange eksempler på de problemer det skaber, hvis kvinden ikke spørges, før der indgås et ægteskab, selv om det legalt ikke var nødvendigt. Litteraturen er imidlertid næsten udelukkende skrevet ud fra en mandlig synsvinkel og omfatter praktisk taget aldrig kvindelige stemmer. Runetekster og stednavne fortæller dog, at kvinder kunne have en ganske fremtrædende rolle i samfundet. I mangel af voksne sønner kunne en kvinde fungere som slægtsoverhoved, men kun til hun blev gift. Det afspejles f.eks. i myten om Skade.
I religiøs sammenhæng blev slægtstilhørsforhold ofte beskrevet vha. den overnaturlige skikkelse fylgje, en guddommelig repræsentant for ætten. Den havde ofte dyrekrop og kunne ledsage eller repræsentere en person. Det var ikke alle, som kunne se den, heller ikke den, som den fulgte. Fylgjen var en afspejling af de egenskaber, der knyttede sig til slægtens medlemmer: mænd af fornem æt kunne blive fulgt af en bjørn eller lignende. I fortællinger kunne en fylgje derfor bruges til at afsløre en persons virkelige afstamning.

### Sakral kongemagt
Kongens rolle i vikingetidens samfund er usikker; det er f.eks. ikke sikkert at han havde ret til at udøve sin magt i fredstid. Sandsynligvis var der også forskelle mellem de øst- og de vestnordiske samfund. Og hvorvidt der eksisterede en sakral kongemagt i Norden i vikingetiden er omdiskuteret. Flere forhold tyder på, at det faktisk var tilfældet; det blev bl.a. hævdet om herskerne, at de nedstammede fra guderne, og at de var udstyret med en særlig kraft (kongelykke), der sikrede frugtbarhed til hele landet; de var kultledere og kunne selv blive ofret til guderne. Det der taler imod, er at de måske snarere skal opfattes som enere, der gennem ritualer og ideologi var blevet sat i centrum for hele samfundet. Gro Steinsland peger dog på, at der ikke er noget, som tyder på, at herskeren selv blev opfattet som guddommelig, men at det snarere var de religiøse handlinger og symboler, som var knyttet til rollen, der gav kongeværdigheden hellig kraft.
Det moderne ord konge stammer fra det norrøne ord konungr. Der betyder søn af en fornem mand eller mand, som nedstammer fra guderne. Slægtskabsforholdet var således afgørende for kongens position, Morten Warmind har vist, at det i det hele taget ser ud til, at alle former for lederskab i de germanske samfund var slægtsmæssigt funderede. Fyrstens hovedfunktion var på det mytologiske plan at opretholde kosmos, dvs. at varetage kollektivets interesser, herunder krigslykke og frugtbarhed. Derfor var et godt forhold til guderne en nødvendighed, og påberåbelse af slægtskab var en måde at opnå dette på.
Gro Steinsland mener at kunne aflæse betydningen af herskerens afstamning i de mytologiske fortællinger og slægtens ophav, vi kender fra nogle af de mest magtfulde fyrsteslægter. De beskrev i reglen en erotisk forening mellem en jættekvinde og en gud, som resulterede i slægtens stamfar. Hun mener derfor, at det er muligt, at bryllupsmyter af denne type var et centralt element i den nordiske herskerideologi, og deres formål var at etablere en forbindelse mellem herskeren og hans land; jættekvinden var en repræsentant for landet, og samlejet for dets frugtbarhed. Legender af lignende struktur blev i øvrigt brugt til at legitimere fyrstens arveret langt op i middelalderen. Ifølge ideologien opstod fyrsteslægterne i et møde mellem modsatrettede kræfter, dvs. mellem jætter og guder. Resultatet var ikke noget, der var halvt jætte og halvt gud, men noget helt tredje; derfor var fyrsterne ikke selv guder. Deres exceptionelle ophav betød imidlertid også, at de havde exceptionelle livsbaner; de skulle ikke leve et langt og fredeligt liv, men i stedet dø på spektakulær eller usædvanlig vis.
I Yngre Edda fremtræder Odin som den mytologiske parallel til fyrsten, en position han tilsyneladende først havde fået i sen vikingetid. Andre kilder viser, at Frej også har været knyttet til fyrstemagten, hovedsageligt under navnet Yngve/Ing. Morten Warmind mener, at Ing sandsynligvis på et tidligere tidspunkt kan have været en selvstændig guddom med en mere fremtrædende plads i forhold til fyrsten, der på et tidspunkt smeltede sammen med Frej. Kongens kosmiske rolle knytter ham til vanerne. Blandt Odins gaver til fyrsterne var krigslykke og strategiske evner.
En anden myte, der omhandler kongernes position og rolle er Rigsthula, der beskriver samfundsordenen som en gudgiven tilstand. Digtet kan således tolkes som en legitimering af et sakralt kongedømme, da kongefiguren nærmest guddommeliggøres gennem sin adoption af guden. Morten Warmind peger på, at fyrstens position var noget helt specielt, for i modsætning til fleste andre germanske ledertyper kan han ikke kategoriseres i en af tre grupper: den første i skaren (militær leder), som husholdningens overhoved eller som kultleder. Sammen med jarlen kan kongen nemlig ikke blive placeret i en af de tre grupper, og de dækkede sandsynligvis dem alle tre.

### Retssystemet
Tinget var den traditionelle folkeforsamling, hvor konflikter blev søgt løst, retssager blev afgjort og love blev fastlagt. Selv om ingen kilder klart viser det, så mener religionsforskeren Jens Peter Schjødt, at guderne alligevel var stærkt involveret i aktiviteterne på tinget. De religiøse ledere var de eneste, der kunne dømme på et ting, og det må betyde, at man opfattede guderne som dem, der ultimativt dømte. Den måde, hvorpå guderne involverede sig på tinget i Gautreks saga, er måske et levn fra en form for divinationsritualer. Et eksempel på guddommelige afgørelser kunne være holmgang; i kilderne fungerede denne tvekamp som en voldgift, hvor kampens udfald viste gudernes holdning. En parallel til holmgangen var kampe mellem de bedste mænd i to hære, for resultatet kunne afsløre, hvem guderne favoriserede. I myterne indgik tinget ofte som et vigtigt element, hvilket også er en afspejling af institutions vigtighed i det nordiske samfund.

### Krig og krigere
Krige og kampe var almindelige, og krigsguder var fremtrædende i mytologien. Helten var ofte en krigsherre, som sammen med sin trofaste skare risikerede alt i kampen for at vinde endnu mere. Land og rigdom kunne vindes ved vold, mens troskab blev beseglet ved hjælp af gaver som våben eller guld. Krigsførelsen var ritualiseret, og ritualerne var især knyttet til Odin. f.eks. kunne en hærfører symbolsk ofre fjendens mænd til Odin ved at slynge et spyd mod dem med råbet Odin eje jer alle; det kan have været Odins egenskab af dødsgud, der lå til grund for denne praksis. Valhalla var krigerens dødsrige, hvor Odin samlede helte og konger, som gennem kamp blev viet til ham, så de kunne hjælpe ham i Ragnarok.
For krigeren var det vigtigt at have et godt forhold til de guddommelige magter, da de kunne kontrollere de ellers ustyrlige kræfter og tilfældigheder, som herskede under kamp. Odin og Thor var de guder, hvis tilknytning til krigen tematiseres i myterne. Muligvis kunne andre guder også have haft en forbindelse til krig. Thors og Odins rolle som krigsguder var forskellige: Odin kontrollerede krigene i menneskenes verden, og han optrådte primært som strategisk hjælper og vejleder i heltesagn. Thor var kosmologisk kaosbekæmper og den centrale helt i myterne om ham. Men den enkelte kriger kunne sagtens påkalde Thor, når han kæmpede for at afværge ondt. Odin var knyttet til det kollektive, intellektuelle og moralsk indifferente, mens Thor stod for fysisk styrke, individualitet og det moralske. Jens Peter Schjødt påpeger derfor, at det sandsynligvis gjorde ham mere relevant for krigeren, mens Odin var det for lederen. Mange levn tyder dog på, at Odin gennem sine magiske og ekstatiske attributter fik en særlig tilknytning til krigerforbund f.eks. gennem bersærkerforestillingerne.

## Rituel praksis

### Offentlig kult
Kilderne til den offentlige religion er langt mere fyldige end kilderne til privatreligionen. Det overordnede billede, der tegnes af den offentlige kult, viser at høvdinge var ansvarlige for ritualerne på vegne af hele samfundet; en rolle kongerne også havde over for sine undersåtter. De guder, der blev dyrket ved de store offentlige kultfester, var de guder vi møder i myterne: først og fremmest Odin, Thor og Frej. Den tyske krønikeskriver Adam af Bremen fortæller, at Odin blev påkaldt i tilfælde af krig, Thor ved misvækst og sygdom og Frej ved bryllupper. De største fester blev afholdt på centrale helligsteder ved solhverv og jævndøgn. Det var obligatorisk for alle i lokalsamfundet at deltage i dem. Grunden var, at kommunikation mellem guder og mennesker var af afgørende betydning for samfundets trivsel; ved at overholde de religiøse forpligtelser kunne man sikre sig gudernes velvilje og opnå deres hjælp. Et centralt element i flere af de ritualer vi kender, er udtrykket år og fred, dvs. ønsket om frugtbarhed og at blive skånet for ulykker.

### Kultledere
Flere kilder viser, at de offentlige ritualer blev ledet af bestemte religiøse ledere. Det er ikke fuldstændigt klarlagt, hvilke former for rang og titler, der blev benyttet i det før-kristne Norden, men fra bl.a. runesten kender vi titlerne gode og thegn, som blev båret af ledere, der havde både verdslig og religiøs betydning. Af islandske tekster fremgår det, at en gode i kristen tid udelukkende var verdslig leder uden religiøse forpligtelser, mens det fra bl.a. ældre danske runesten som Glavendrupstenen fremgår, at goden oprindeligt både havde både verdslig og religiøs lederfunktion; på stenen omtales Sølve, viets gode. På samme sten omtales også en thegn med lignende funktioner. En anden almindelig titel var thul, som betyder gammel viis mand. Etymologisk er det beslægtet med ord, der betyder at mumle. Derfor har thulens rolle sandsynligvis været at fremsige de religiøse tekster i forbindelse med ritualer. Aase Kofod og Morten Warmind har foreslået, at det måske var i form af digte som dem, der kendes fra Ældre Edda. En anden kultledertype var vølven. Det er højst usikkert, om hun havde anden funktion end spåkone i det før-kristne samfund . På Island fik titlen vølve med tiden samme betydning, som ordet heks havde i Skandinavien.
I det før-kristne nordiske samfund forestillede man sig, at høvdinge og fyrster var i tættere kontakt med den guddommelige sfære end almindelige mennesker. Det var derfor deres opgave at repræsentere deres undersåtter overfor de guddommelige magter. Selv om høvdingen eller kongen var ansvarlig for kulten, var der også et præsteskab, der havde et særligt indgående kendskab til ritualer og myter: vi møder en sådan specialist hos både Adam af Bremen og hos Ibn Fadlan. Sidstnævnte beskriver i sin beretning om en begravelse af en høvding, hvordan en trælkvinde voldtages og ofres.

#### Kongens rituelle funktion
Kultlederens væsentligste rolle i ritualerne var at sikre sig, at den korrekte fremgangsmåde for ritualet blev fulgt, og at rammerne for ritualet var i orden. Kongens tilstedeværelse i de store offentlige kultfester var derfor essentiel. Kun herskeren kunne sikre, at forskrifterne blev fulgt, og at ceremonien havde den ønskede virkning. Vi ved fra Håkon den Godes saga, at det kun var ham, der kunne foretage de centrale rituelle handlinger i blótet som at signe øllet og offermåltidet. Kongemagten var konkret og symbolsk knyttet til højsædestøtterne i hans sal eller hal, og den var ramme for forskellige ritualer og gæstebud. Det var i disse omgivelser, at skjaldekunsten blev til, og sandsynligvis også eddadigtene. Derudover har dronningen tydeligvis også spillet en betydelig rolle i forbindelse med hallens ritualer. Kongen ejede en række kongsgårde over hele sit rige, og den svenske arkæolog Stefan Brink foreslår, at de måske omfattede en hal, der kan have været ramme for lokale ritualer knyttet til herskeren. Ifølge Johannes Brøndsted var templet i Sigtuna ved Stockholm af særlig stor betydning for gudedyrkelsen i Sverige. Der foregik menneskeofringer helt op i det 12. århundrede.
Efter sin død kunne kongens gravhøj få status af helligsted og ramme for ritualer, hvorved den blev et symbol på kongemagtens kontinuitet. I nogle kilder blev en konges død beskrevet som et bryllup mellem ham og en kvinde fra den anden verden. F.eks. Hel, Ran eller en anden jættekvinde. Han blev derved et bindeled mellem sit gamle rige og underverdenen, som var kilde til både død og frugtbarhed. Fra andre fortællinger kender vi eksempler på, at genstande, som har været i den anden verden, besad guddommelige kræfter, hvis de vendte tilbage til denne verden. Gro Steinsland spekulerer i, at sådanne historier måske har været det mytologiske forlæg for udgravninger af gravhøje efter gravgaver, som blev bragt tilbage til de levende og brugt i kulten.

### Helligsteder
Over hele Norden lå der centrale helligsteder, der blev benyttet til ritualer og religiøse fester. En af dem omtales i det angelsaksiske digt Beowulf, hvor hallen i Lejre er ramme om en vigtig del af fortællingen. Den omtales også af den tyske kronikør Thietmar af Merseburg. Adam af Bremen beskriver et lignende sted i Uppsala. I forbindelse med arkæologiske udgravninger er der i de senere år fundet konstruktioner, der sandsynligvis har fungeret som helligsteder. De er fundet flere steder ved rester af de storgårde, der i begyndelsen af 9. århundrede begyndte at afløse de mindre landbrugsenheder og derved var forløbere for senere tiders godsdrift. Vi kender flere af de ord, man i før-kristen tid benyttede for forskellige typer af helligsteder som hov, der var en stor hal, som kunne ligge på en høvdings gård. Af Eyrbyggjasaga fremgår det, at hov var et fredhelligt rum, der blev benyttet til de ritualer, som kaldes blótgilder. De omfattede ofringer af dyr og stænkning af deres blod på deltagerne. Blodet blev kaldt hlaut, og de koste, som blev benyttet til stænkningen, blev kaldt hlautkoste. Et anden type helligsteder hed hørg og var et alter, som stod i det fri.

## Ikonografi
Mange af de genstande fra jernalder og vikingetid, der er fundet, var udsmykket. I denne periode var betydningen af kunst og billeder meget ofte religiøs eller mytologisk, og gennem billeder og motiver kunne genstande, steder eller genstandenes ejermænd blive placeret i en religiøs kontekst. Billeder og figurer har sandsynligvis også spillet en rolle i rituelle sammenhænge, f.eks. statuer opstillet ved helligdomme eller som udsmykning af ofrede genstande. Et gennemgående motiv i den nordiske kunst var dyrefigurer. Arkæologen Lotte Hedeager har foreslået, at de blev opfattet som hjælpere, når menneskene kommunikerede med den anden verden, bl.a. i forbindelse med sejd. På nogle genstande er der afbildet figurer, der med stor sandsynlighed kan tolkes som guder, der kendes fra skriftlige kilder. De ældste af dem stammer fra omkring 400 e.v.t.
Det ikonografiske materiale udgør desuden en vigtig kildegruppe, da billeder og ornamenter stort set er de eneste bevarede nordiske kilder til før-kristne religiøse forestillinger fra samtiden. De er dog en vanskelig kildekategori, da tolkningen af dem i meget høj grad er afhængig af den yngre nordiske litteratur eller ikke-nordiske skrifter.

## Religionsskiftet
Hvornår de første nordboer ophørte med at dyrke de gamle guder for i stedet at lade sig døbe som kristne, er højst usikkert. Det første møde mellem nordboerne og den kristne verden skete formentlig før 5. århundrede. Arkæologiske fund fra denne periode vidner om omfattende kontakter til Romerriget, hvor kristendommmen var veletableret. Den første sikre kontakt mellem kristne og nordboere fandt sted i begyndelsen af det 8. århundrede, da flere skriftlige kilder beretter om angelsaksiske missionærers besøg i Danmark. I store træk var kristningen af de nordiske lande imidlertid først fuldført omkring 1300. Harald Blåtand var den første konge i Norden, der lod sig døbe og formelt erklærede sit land som kristent. Den kristne Håkon den Gode (918-959) havde allerede uden held forsøgt at kristne Norge, hvilket først lykkedes for Olav Tryggvason i hans kongetid (995-1000), mens det i Sverige var Olavs samtidige Olof Skötkonung, der kristnede landet.
Overgangen fra den ene religionsform til den anden var en omvæltning, der kom til at omdefinere kulturen i det nordiske samfund. Udviklingen fortsatte imidlertid langt op i middelalderen. Først i forbindelse med denne udvikling blev selve begrebet religion, og dermed ideen om en adskillelse af den verdslige og religiøse sfære, udbredt i den norrøne kultur, da kristendommen var blevet en etableret del af den. Det norrøne ord siðaskipti (sædeskifte) viser, hvordan udviklingen blev opfattet i samtiden: et kultur/religionsskifte.
Den nordiske religion ophørte som basis for samfundsordenen fra midten af 10. til slutningen af 11. århundrede, men det betød ikke, at den gamle religion forsvandt med ét slag: fra 800 til 1200 fandtes der i Norden en blandingskultur, hvor de to religiøse systemer fungerede side om side. Arkæologiske undersøgelser har f.eks. vist, at de første kirker ikke blev opført direkte oven på gamle hedenske helligsteder, som flere steder stadig var i brug længe efter den officielle indførelse af kristendommen. Efter 1200 blev hedenskabet hurtigt mere og mere marginaliseret i forhold til kristendommen.

### Kongemagtens etablering og kulturelle forandringer
I Norden opstod sandsynligvis de første samlede kongedømmer i Danmark kort før 400 e.v.t. Flere steder i Sydskandinavien er der fundet tegn på en ny magtelites opkomst især gennem konstruktionen af de store halbygninger. Den danske arkæolog Lotte Fibiger har gennem omfattende studier kunnet konstatere, at omkring den tid begyndte offerkulten at blive koncentreret omkring fyrstens bolig frem for på fælles offerpladser. Denne forandring kan måske have været ledsaget af både ideologiske og religiøse forandringer. Hun foreslår på den baggrund, at det nære forhold mellem lederfunktionen og den offentlige religion, der kendetegnede de nordiske samfund langt op i middelalderen, måske blev etableret i den forbindelse.
Kristendommen var et væsentligt element i institutionaliseringsprocessen af kongemagten. Den gav adgang til skriftkyndighed og nedskrivningen af love og traktater. Hermed kunne kongens stilling blive mere stabil. Den førte til etableringen af nye magtcentre i form af bispesæder, der ikke kunne gå i arv, men kunne besættes af kongen. Derfor hang udviklingen af kongemagten givetvis snævert sammen med religionsskiftet. Alligevel gik der rundt regnet 100 år efter kristendommens officielle indførelse som statsreligion, før der i Norden fandtes en kirkeorganisation, som begyndte at ligne dem, der længe fandtes i Vesteuropa.
Religionsskiftet betød også forandringer i opfattelsen af kongen som person. Fra at en konge fik sin legitimitet gennem slægt og personlige egenskaber, blev han nu beskrevet som en hellig hersker, der var indsat af Gud. I den kristne kongeideologi var han Guds repræsentant på Jorden, var indsat og salvet af kirken og kunne i teorien derfor ikke afsættes. Samtidig udvikledes ideen om et kongeembede og arveret, modsat tidligere hvor kongeværdigheden var en social rolle, som blev knyttet til en bestemt person.

## Folklore
I middelalderen var de hedenske forestillinger stadig stærkt udbredte i befolkningen, og de levede videre længe efter, selv om kristendommen var blevet dominerende, og mange elementer af den nordiske mytologi overlevede religionsskiftet. I nyere tid opfattede man dem dog ikke som led i en hedensk religion, men snarere som udtryk for den lokale folklore. De store guddomme overlevede kun som vage forestillinger, mens mindre væsner fortsat havde stor betydning i folks bevidsthed. Elver, nisser og trolde var videreudviklinger af gamle kollektiv- og naturguder, som ofte havde været knyttet til bestemte lokaliteter eller situationer. Desuden var der flere begreber, ritualer og forestillinger fra de førkristne religioner, der blev videreført i den nordiske kristendom. F.eks. fik den kristne underverden sit navn fra det nordiske underjordiske dødsrige, Helvíti, som betyder Hels straf. Sammen med navnet har mange af traditionerne omkring julen ligeledes en 'hedensk' oprindelse, eksempelvis at drikke jól.

### Overleveret hedenskab
I vikingetiden var de kristne traditioner givet blevet mødt med både aktiv og passiv modstand fra hedensk side, selv om det i kilderne dog naturligvis er den aktive modstand, som fylder mest. Tilhængerne af den traditionelle religion opretholdt et parallelt trossamfund, der i isolerede områder overlevede længe. Så sent som i midten af 16. århundrede skrev Olaus Magnus om vanskelighederne med at udrydde gamle forestillinger. Og fortællinger, som byggede på Þrymskviða og Hagbard og Signe, ser ud til at være blevet overleveret efter 17. århundrede. Svenske folkemindeindsamlere har også så sent som i det 20. århundrede indsamlet levende religiøse forestillinger om guder fra nordisk mytologi i Västergötland.
I Tiveden ligger der en bjergknold, som kaldes Trollkyrka. I 1940 opdagede folkloristen B. Gösta Carlshult et gammelt digt, der beskrev et ritual, som blev praktiseret ved bjerget. Det blev sandsynligvis til i 17. eller 18. århundrede. I beskrivelsen af ritualet er der mange ligheder med de oplysninger i islandske tekster fra middelalderen, men samtidig er der også flere forhold uden islandske paralleller, hvilket taler for dets autenticitet. Dertil kommer, at bjerget ifølge lokale traditioner var tabu for kristne.
Forbud mod udførelsen af hedenske ritualer stod i norske lovtekster fra 13. og 14. århundrede. Det tyder på en vis udbredelse. De ritualer, der nævnes i lovteksterne, var dem, som hovedsageligt var relateret til kollektivguder som diser, alfer og vætter. Af lovene fremgår det, at det primært var kvinder, som blev mistænkt for at udføre dem. På den baggrund har den norske religionsforsker Else Mundal foreslået, at de kvindelige hedenske kultledere kan have videreført disse kultformer, selv om de var blevet kriminaliseret, fordi deres funktion ikke kunne kanaliseres ind i de kristne ritualer. I det før-kristne samfund havde kvindelige kultledere haft stor betydning, og denne status mistede de i det kristne samfund. Samtidig var der ikke nogen åbenlys erstatning for de funktioner, de varetog: Morten Warmind har peget på, at det kan være forklaringen på, at det hovedsageligt var kvinder, der videreførte de gamle ritualer.

### Moderne revitalisering
I 17. århundrede blev den islandske litteratur kendt i Norge, Danmark og Sverige og på det nærmeste annekteret som autentiske vidnesbyrd om landenes ældste historie. I den nationalromantiske strømning i 19. århundrede blev interessen for den nordiske fortid yderligere vakt, og den fællesnordiske idé om Vikingetiden blev skabt. I Danmark var bl.a. N.F.S. Grundtvig eksponent for den fornyede interesse for den nordiske mytologi. Også i Tyskland fik denne strømning betydning. Richard Wagners Nibelungens ring er et eksempel på det. I slutningen af århundredet begyndte de første forsøg på at rekonstruere religionen fra de islandske tekster.
I begyndelsen af 20. århundrede opstod der flere okkulte bevægelser baseret på germansk, nordisk mytologi og runemagi. Senere opstod der organiserede hedenske grupper i Tyskland, der hævdede, at de videreførte traditioner, som ubrudt var blevet overleveret fra før-kristen tid. En af disse grupper var Thuleselskabet, som flere af de tidligste medlemmer af nazipartiet havde været en del af . Okkultisme og germansk religion spillede en stor rolle i den formative periode af den nazistiske bevægelse, men blev nedtonet i dens senere historie. Efter magtovertagelsen i 1933 blev traditionelle højtider omformet, så de blev en hyldest til nazipartiet og Adolf Hitler. Nordisk romanticisme blev stærkt associeret med nazismen i især Storbritannien. Det betød, at revitaliseringen af germansk og nordisk religion i årtierne efter afslutningen af 2. verdenskrig blev mistænkeliggjort.
I slutningen af 1960'erne og begyndelsen af 1970'erne begyndte en ny revitaliseringsbevægelse baseret på folklore og videnskabelige studier. Hvor de ældre bevægelser som wicca var præget af mystik og okkultisme, har de nyere hovedsageligt haft en mere rekonstruktivistisk karakter og har været knyttet til andre neohedenske bevægelser. Nogle grupper har dog genoplivet de okkulte og racistiske skoler fra 1920'erne og 1930'erne. Deres ideologi betegnes ofte som odinisme. I 1973 blev asetro officielt anerkendt i Island, som det første sted i verden, som trossamfund. I Danmark blev trossamfundet Forn Siðr grundlagt i 1997 og anerkendt som trossamfund af Kirkeministeriet i 2003. Trossamfundet har omkring 600 medlemmer og fik i juli 2008 tilladelse af Odense Kommune til at oprette egen begravelsesplads.